# Sparganium
Genre
Classification APG IV (2016)
Sparganium (les rubaniers) est un genre de plantes herbacées de la famille des Sparganiaceae selon la classification classique de Cronquist (1981). C'est le seul genre de cette famille.

## Étymologie
Le nom de genre Sparganium vient du grec σπαργανιος / sparganios, «  enveloppé de langes ».

## Classification
Dans la classification phylogénétique APG IV (2016), le genre Sparganium fait partie de la famille des Typhaceae.

## Liste d'espèces
Selon BioLib (11 mars 2018) :
- Sparganium americanum Nutt.
- Sparganium androcladum (Engelm.) Morong
- Sparganium angustifolium Michx. - rubanier à feuilles étroites
- Sparganium camenzianum Kirchheimer †
- Sparganium confertum Y.D. Chen
- Sparganium emersum Rehmann - rubanier émergé
- Sparganium erectum L. - rubanier d'eau ou rubanier rameux
- Sparganium eurycarpum Engelm. ex Gray - rubanier à gros fruits
- Sparganium fallax Graebn.
- Sparganium fluctuans (Engelm. ex Morong) B.L. Robins. - rubanier flottant
- Sparganium glomeratum (Laest. ex Beurl.) Beurl.
- Sparganium gramineum Georgi
- Sparganium hyperboreum Laest. ex Beurl.
- Sparganium japonicum Rothert
- Sparganium kawakamii H. Hara
- Sparganium limosum Y.D. Chen
- Sparganium natans L. - rubanier nain
- Sparganium probatovae Tzvelev
- Sparganium rothertii Tzvelev
- Sparganium stoloniferum (Buch.-Ham. ex Graebn.) Buch.-Ham. ex Juz.
- Sparganium subglobosum Morong
- Sparganium yunnanense Y.D. Chen
- hybride Sparganium × englerianum Graebn.
- hybride Sparganium × longifolium Turcz. ex Ledeb.
- hybride Sparganium × oligocarpon Ångstr.
- hybride Sparganium × speirocephalum Neuman
- hybride Sparganium × splendens Meinsh.

Selon World Checklist of Selected Plant Families (WCSP) (17 juil. 2010) :
- Sparganium americanum Nutt. (1818)
- Sparganium amplexicaulium D.Yu, Bull. Bot. Res. (1992)
- Sparganium androcladum (Engelm.) Morong (1888)
- Sparganium angustifolium Michx. (1803)
- Sparganium arcuscaulis D.Yu & G.T.Yang, Bull. Bot. Res. (1991)
- Sparganium choui D.Yu, Bull. Bot. Res. (1992)
- Sparganium emersum Rehmann (1871 publ. 1872)
- Sparganium × englerianum Graebn. (1897)
- Sparganium erectum L. (1753)
- Sparganium erectum nothosubsp. oocarpum (Celak.) Domin (1935)
- Sparganium eurycarpum Engelm. (1867)
- Sparganium fallax Graebn. (1900)
- Sparganium fluctuans (Engelm.) B.L.Rob. (1905)
- Sparganium glomeratum (Laest. ex Beurl.) Neuman (1889)
- Sparganium gramineum Georgi (1775)
- Sparganium hyperboreum Laest. ex Beurl. (1853)
- Sparganium japonicum Rothert (1913)
- Sparganium kawakamii H.Hara (1938)
- Sparganium × longifolium Turcz. ex Ledeb. (1838)
- Sparganium manshuricum D.Yu, Bull. Bot. Res. (1992)
- Sparganium multiporcatum D.Yu, Bull. Bot. Res. (1991)
- Sparganium natans L. (1753)
- Sparganium × oligocarpon Ångstr. (1853)
- Sparganium probatovae Tzvelev (1984)
- Sparganium rothertii Tzvelev (1984)
- Sparganium × speirocephalum Neuman (1889)
- Sparganium × splendens Meinsh. (1895)
- Sparganium subglobosum Morong (1888)
- Sparganium tenuicaule D.Yu & L.H.Liu, Bull. Bot. Res. (1991)